# Amauropelta strigosa
Amauropelta strigosa là một loài thực vật có mạch trong họ Thelypteridaceae. Loài này được (Willd.) Holttum mô tả khoa học đầu tiên năm 1974.